# العلاقات البليزية السلوفينية
العلاقات البليزية السلوفينية هي العلاقات الثنائية التي تجمع بين بليز وسلوفينيا.

## مقارنة بين البلدين
هذه مقارنة عامة ومرجعية للدولتين:
| وجه المقارنة                                              | بليز         | سلوفينيا                                                      |
| --------------------------------------------------------- | ------------ | ------------------------------------------------------------- |
| المساحة (كم2)                                             | 22.97 ألف    | 20.27 ألف                                                     |
| عدد السكان (نسمة)                                         | 374.68 ألف   | 2.07 مليون                                                    |
| الكثافة السكانية (ن./كم²)                                 | 16.31        | 102.12                                                        |
| العاصمة                                                   | بلموبان      | ليوبليانا                                                     |
| اللغة الرسمية                                             | لغة إنجليزية | اللغة السلوفينية، اللغة الإيطالية، لغة مجرية                  |
| العملة                                                    | دولار بليزي  | يورو، تولار سلوفيني                                           |
| الناتج المحلي الإجمالي (بليون دولار)                      | 1.84 مليار   | 48.77 مليار                                                   |
| الناتج المحلي الإجمالي (تعادل القوة الشرائية) بليون دولار | 3.05 مليار   | 66.01 مليار                                                   |
| الناتج المحلي الإجمالي الاسمي للفرد دولار أمريكي          | 4.88 ألف     | 20.73 ألف                                                     |
| الناتج المحلي الإجمالي للفرد دولار أمريكي                 | 8.42 ألف     | 30.40 ألف                                                     |
| مؤشر التنمية البشرية                                      | 0.715        | 0.880                                                         |
| رمز المكالمات الدولي                                      | +501         | +386                                                          |
| رمز الإنترنت                                              | .bz          | .si                                                           |
| المنطقة الزمنية                                           | 00           | توقيت وسط أوروبا، ت ع م+01:00، ت ع م+02:00، أوروبا/ليوبليانا ‏ |

## منظمات دولية مشتركة
يشترك البلدان في عضوية مجموعة من المنظمات الدولية، منها:
| علم المنظمة | اسم المنظمة                        | تاريخ انضمام بليز | تاريخ انضمام سلوفينيا |
| ----------- | ---------------------------------- | ----------------- | --------------------- |
|             | مؤسسة التنمية الدولية              | 19 مارس 1982      | 25 فبراير 1993        |
|             | يونسكو                             | 10 مايو 1982      | 27 مايو 1992          |
|             | وكالة ضمان الاستثمار متعدد الأطراف | 29 يونيو 1992     | 19 مارس 1993          |
|             | الأمم المتحدة                      | 25 سبتمبر 1981    | 22 مايو 1992          |
|             | الفريق المعني برصد الأرض           | ?                 | ?                     |
|             | الاتحاد البريدي العالمي            | ?                 | ?                     |
|             | البنك الدولي للإنشاء والتعمير      | 19 مارس 1982      | 25 فبراير 1993        |
|             | الاتحاد الدولي للاتصالات           | 16 ديسمبر 1981    | 16 يونيو 1992         |
|             | منظمة حظر الأسلحة الكيميائية       | ?                 | ?                     |
|             | مؤسسة التمويل الدولية              | 19 مارس 1982      | 25 فبراير 1993        |
|             | منظمة التجارة العالمية             | ?                 | ?                     |
|             | منظمة الشرطة الجنائية الدولية      | ?                 | ?                     |

## وصلات خارجية
- موقع وزارة الخارجية البليزية
- موقع وزارة الخارجية السلوفينية